# 7140 Osaki
7140 Osaki è un asteroide della fascia principale. Scoperto nel 1994, presenta un'orbita caratterizzata da un semiasse maggiore pari a 2,2663693 UA e da un'eccentricità di 0,2185191, inclinata di 4,59171° rispetto all'eclittica.